# Elmetto Adrian Mod. 16

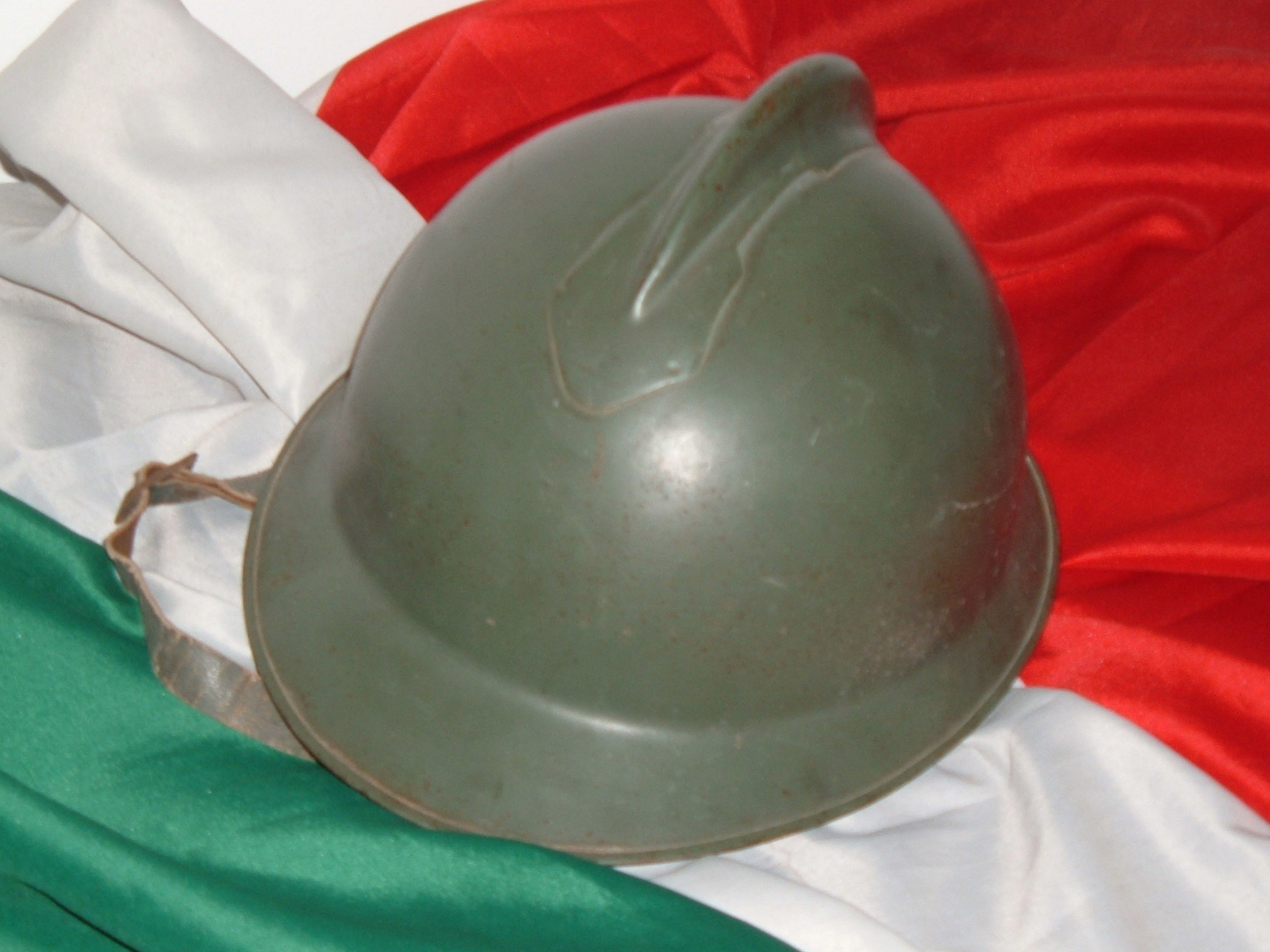
Elmetto Mod. 16

L'elmetto mod. 16, elaborazione italiana, derivante dal precedente francese Adrian mod. 15, è stato il più diffuso elmetto nella prima guerra mondiale.

## Storia

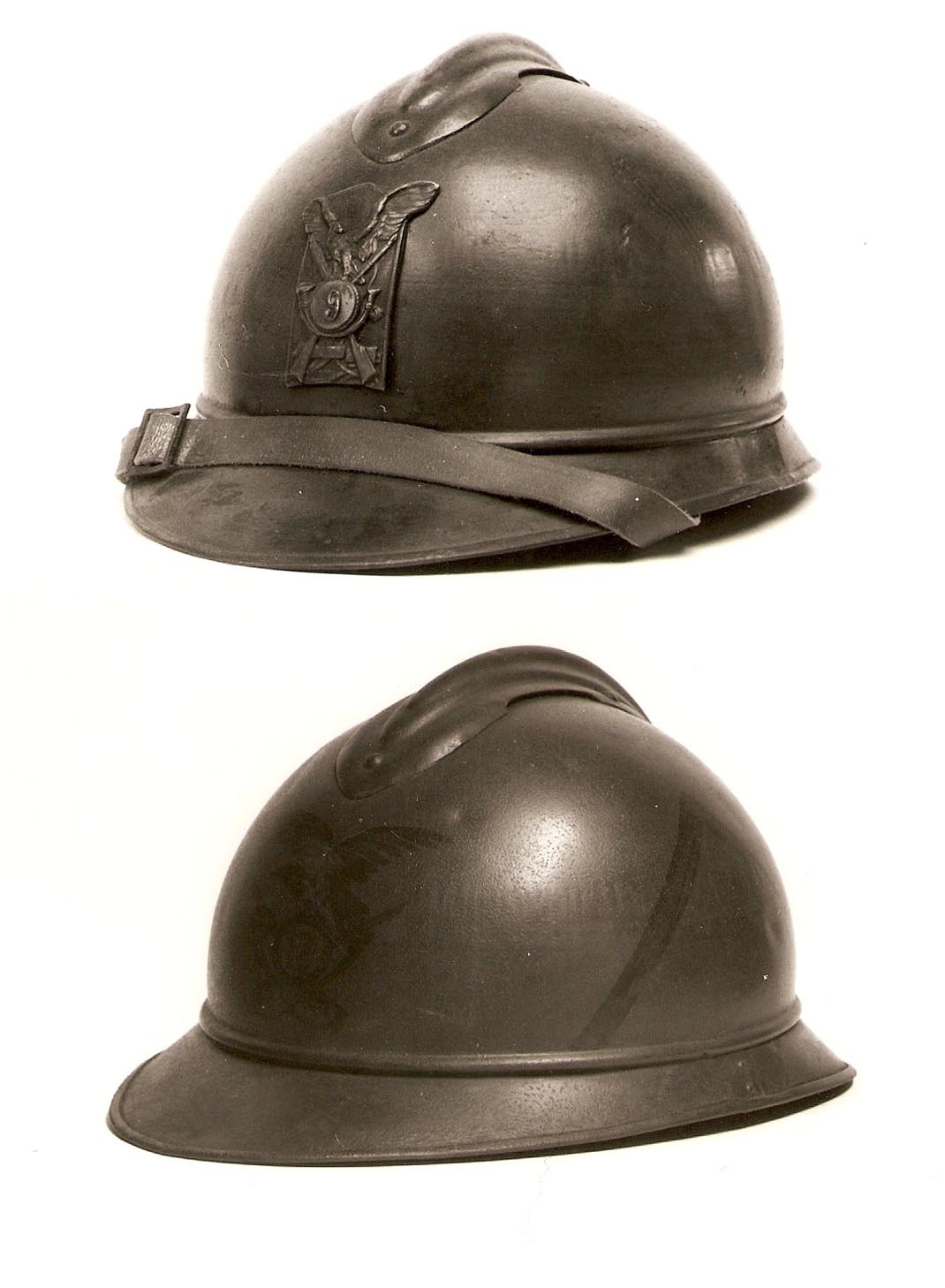
Elmetto Adrian Mod. 15 da sottotenente degli Alpini. Si noti la bordatura di congiunzione tra la calotta e la visiera, assente invece nel modello 16

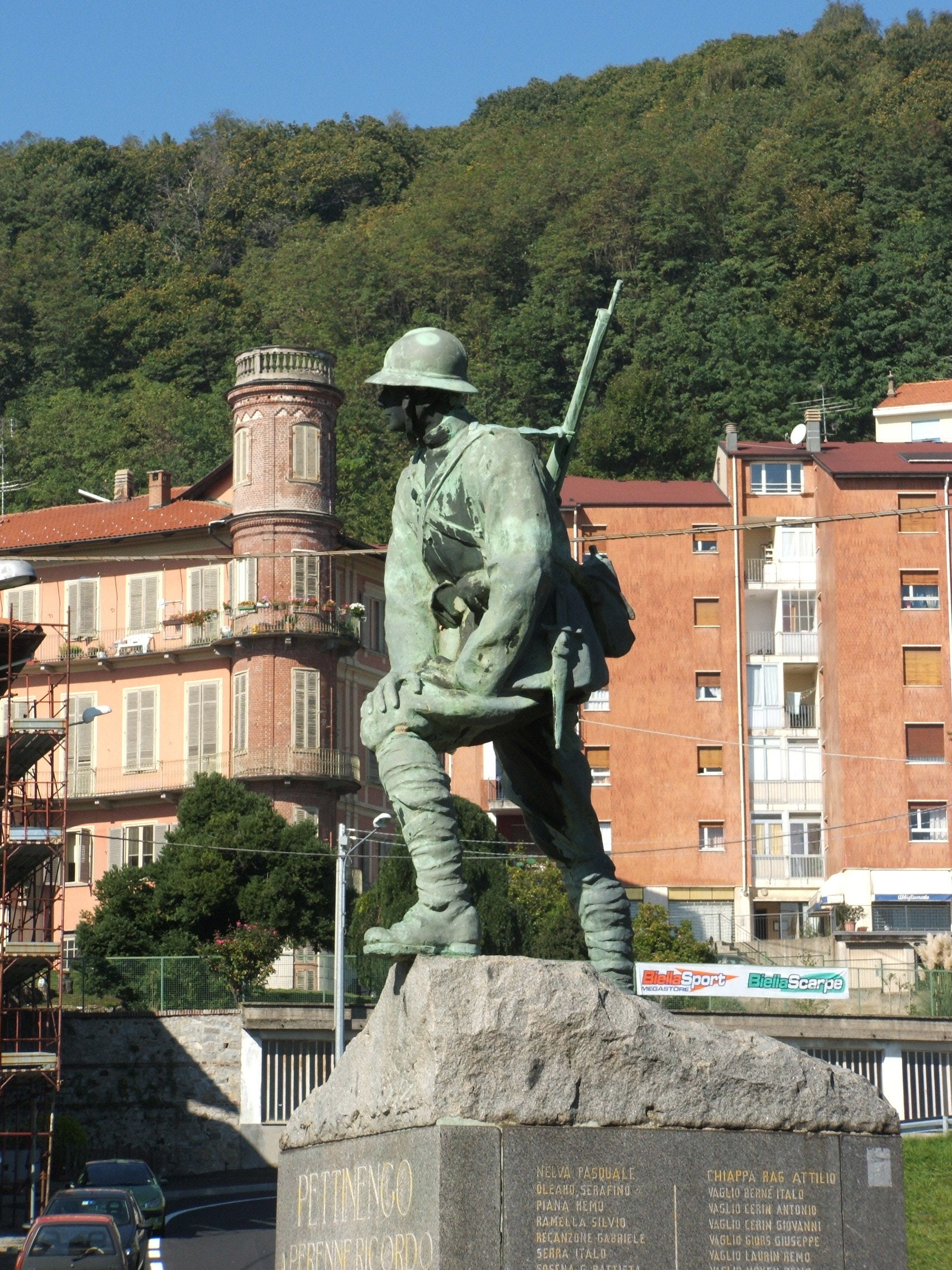
Il monumento ai caduti di Pettinengo; il fante indossa un Adrian Mod. 15, riconoscibile per la cordonatura tra calotta e visiera - para nuca

Nel mondo antico era assai diffuso in ambito militare l'uso dell'elmetto. Poi, con il crescente impiego delle armi da fuoco a discapito delle tradizionali armi bianche, si ritenne superfluo l'uso dell'elmetto in quanto era diminuita la possibilità per il capo di essere colpito da fendenti. Rimasero comunque in uso copricapo protettivi, in cuoio e in metallo, soprattutto presso la cavalleria.
All'inizio della prima guerra mondiale gli eserciti non avevano ancora dotato i propri soldati di protezioni per la testa, ad eccezione di cappelli in stoffa e di caschi in cuoio (il più noto dei quali era probabilmente il pickelhaube). L'affermarsi di un nuovo tipo di combattimento, la guerra di trincea, che provocò subito un gran numero di soldati feriti al capo da shrapnel e da schegge, convinse gli stati maggiori degli eserciti belligeranti sull'opportunità di studiare adeguati sistemi di protezione della testa.
Un primo tipo di elmetto in acciaio venne distribuito alle truppe italiane nell'ottobre 1915, sebbene in numero assai limitato rispetto alle reali aspettative ed esigenze. Si trattava dell'elmo ideato e costruito dall'ingegner Ferruccio Farina, da cui prese il nome, in due modelli uno da trincea e uno più alto per le compagnie della morte o tagliafili. L'elmo Farina, di concezione rudimentale, si dimostrò scomodo ed eccessivamente pesante (2250 g per il modello alto e 1850 g per quello basso).
All'ingegner Farina si deve anche la paternità di modelli sperimentali di corazze individuali (dal peso di 9,250 g circa), capaci di resistere ai proiettili cal. 6,5 mm del fucile Carcano Mod. 91 sparati da distanze non inferiori a 125 metri. Anche queste protezioni erano destinate ad alcuni dei soldati incaricati di particolari mansioni quali l'apertura di varchi nei reticolati nemici.
La Francia all'inizio del 1915 aveva ideato un elmetto in acciaio molto più pratico e leggero (tra i 670 g e i 750 g), ispirato nel disegno a modelli di copricapo e caschi da cavalleria, e nell'ottobre del medesimo anno lo aveva distribuito alle proprie truppe. Si trattava dell'elmetto Adrian, così chiamato dal nome del suo ideatore, il generale Louis Auguste Adrian.
Alla fine del 1915, il Regio Esercito adottò l'elmetto francese Adrian che venne distribuito alle truppe ancora in quantità assai limitate.
Nel 1916 l'Italia produsse una nuova versione dell'Adrian, detto Mod. 16 di fattura più solida ma meno rifinito e di qualità inferiore rispetto al modello francese in quanto realizzato, sempre a stampo a freddo, con lamiera più sottile.
L'elmetto Adrian Mod. 16 può essere considerato il precursore dei moderni elmetti dal punto di vista costruttivo e tipologico, anche se fu prevalentemente condizionato dalla valenza estetica, ispirata agli elmi e caschi di cavalleria, piuttosto che dall'esigenza pratica di una valida protezione del combattente. Ne è testimonianza il fatto che non si reputò necessario sottoporre il modello a test balistici ai quali invece verranno sottoposti i modelli inglesi e tedeschi.
L'elmetto Adrian Mod. 16 restò in dotazione al Regio Esercito per poco più di quindici anni fino a quando vennero introdotti i nuovi elmetti, prima lo sperimentale M31 e quindi il modello definitivo M33 che ebbe una più lunga vita operativa, circa 60 anni, ed un buon successo, ma comunque molte truppe italiane (quasi tutte), durante lo sbarco in Sicilia, lo avevano a disposizione. Al contrario la Francia dopo la prima guerra mondiale elabora modifiche e varianti all'Adrian Mod. 16, quali il Mod. 1922 e il Mod. 1926, e continuerà ad utilizzare tale elmetto durante tutta la seconda guerra mondiale.

## Evoluzione dal modello 1915 al modello 1916
Il nuovo elmetto francese, che verrà chiamato dopo la guerra “modello 1915”, era composto da una calotta, una visiera anteriore, un coprinuca posteriore simile alla visiera anteriore, ed una crestina che fungeva da copertura dello sfiatatoio. Questi quattro pezzi, ottenuti da una lamiera di acciaio con spessore 0,7 mm stampata a freddo, erano assemblati e fermati tra loro mediante coppiglie o chiodi.
La particolare tecnica di assemblaggio dei quattro pezzi rendeva l'elmetto decisamente fragile. Infatti se veniva colpito lateralmente questo andava letteralmente in pezzi. Nonostante questi non trascurabili inconvenienti si era affermata la necessità di dotare tutte le truppe, e non solo alcuni reparti speciali, di questi elmetti.
In Italia si studiò una nuova tecnica di costruzione dell'elmetto "modello 15", che non sarà più formato da quattro pezzi ma da due soli: la calotta, comprendente visiera e coprinuca, e la crestina fissata con sei punti di saldatura elettrica alla calotta stessa. Questa tecnica costruttiva fa sparire la cordonatura necessaria al collegamento alla calotta della visiera e del coprinuca. Tale cordonatura costituisce un elemento estetico, oltre che tecnico, caratteristico del Mod. 15. In pratica la parte protettiva dell'elmetto era costituita in un unico pezzo che ne aumentava la robustezza lasciando la sola crestina come pezzo non strutturale a funzione decorativa, seppur reso solidale con saldature, alla calotta.

## Caratteristiche tecniche dell'elmetto Mod. 16
- Calotta: è realizzata in un solo pezzo da una lamiera di acciaio stampato, dello spessore di circa 0,7 mm;
- Crestina: molto pronunciata è fissata alla parte superiore della calotta mediante otto punti di saldatura elettrica (in alcuni esemplari è fissata con rivetti) e protegge il foro di aerazione;
- Visiera: abbastanza pronunciata è parte integrante della calotta e si raccorda con il coprinuca; presenta il bordo ribattuto;
- Coprinuca: è speculare alla visiera, parte integrante della calotta, si raccorda con il coprinuca; presenta il bordo ribattuto;
- Imbottitura: il rivestimento interno della calotta, in pelle marrone e feltro grigio verde (possono trovarsi esemplari in tela cerata nera e feltro bianco-grigio), è fissato alla calotta mediante 4 coppie di linguette solidali alla calotta stessa; tale rivestimento è distanziato dalla calotta mediante quattro lamierini ondulati attraversati dalle linguette; la parte in pelle dell'imbottitura è suddivisa in sette spicchi (alcuni modelli da sei spicchi) uniti da un laccetto necessario per l'adattamento alle varie misure di testa;
- Sottogola o soggolo: è in cuoio in un unico pezzo color grigioverde con fibbia metallica scorrevole; è fissato all'attacco sinistro con un ribattino mentre è scorrevole nell'attacco destro, gli attacchi metallici di forma rettangolare sono fissati mediante una piastrina saldata elettricamente alla calotta;
- Fregio: non sono presenti le asole per il fissaggio di fregi metallici, l'eventuale fregio veniva realizzato con vernice nera a mano o a mascherina;
- Aerazione: è ottenuta con un'asola longitudinale aperta nella parte superiore della calotta con bordi ripiegati in alto per evitare l'entrata di acqua, coperta esternamente dal crestino.

## Accessori dell'elmetto Mod. 16
- Maschera protettiva Adrian: utilizzata per proteggere la parte anteriore dell'elmetto;
- Paraorecchi Lippmann: di produzione francese, erano costituiti da piastre metalliche con imbottitura e fissate all'elmetto con un cinturino di pelle;
- Telino: utilizzato per evitare il riflesso della luce sulla vernice dell'elmetto; era realizzato con la tela grigia dei teli tenda o in tela e lana color grigioverde; sul telino veniva cucito o dipinto (a mano o a mascherina) il fregio del reparto.
- Portapiumetto: è un elemento mobile in metallo e pelle per il fissaggio laterale destro del piumetto dei Bersaglieri;